# Loongson

Логотип процессора

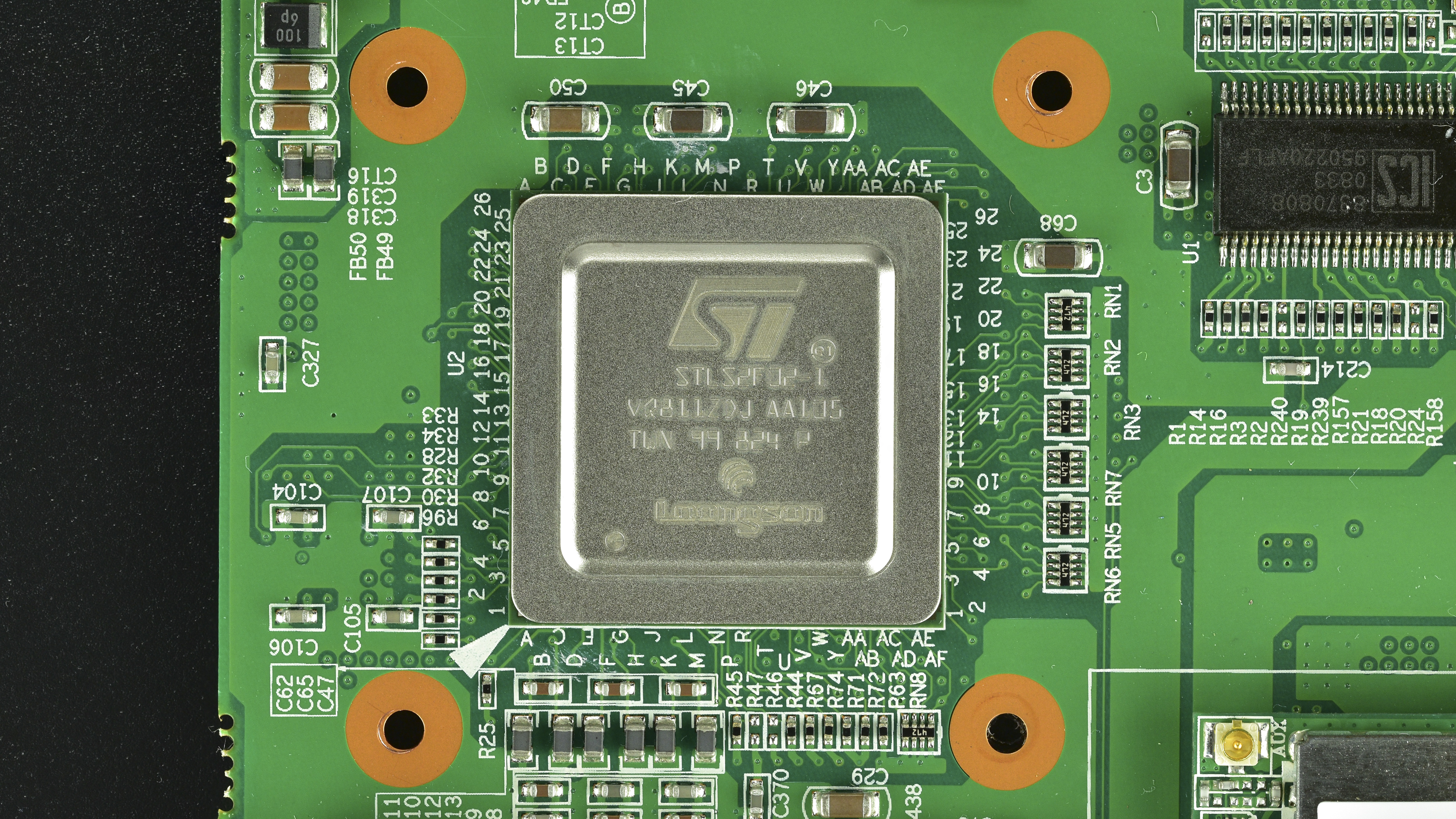
Loongson 2F от STMicroelectronics в ноутбуке Gdium.

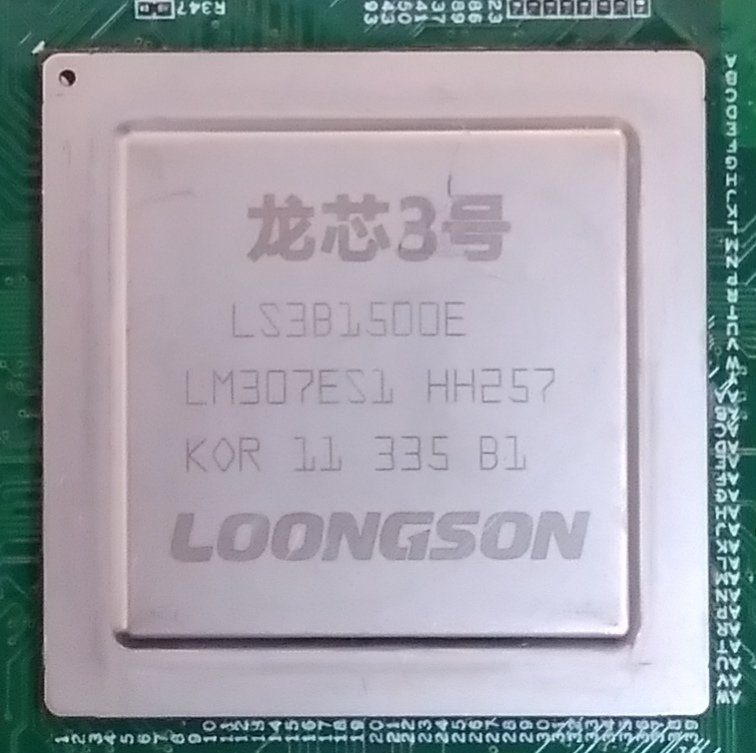
Loongson 3B1500E.

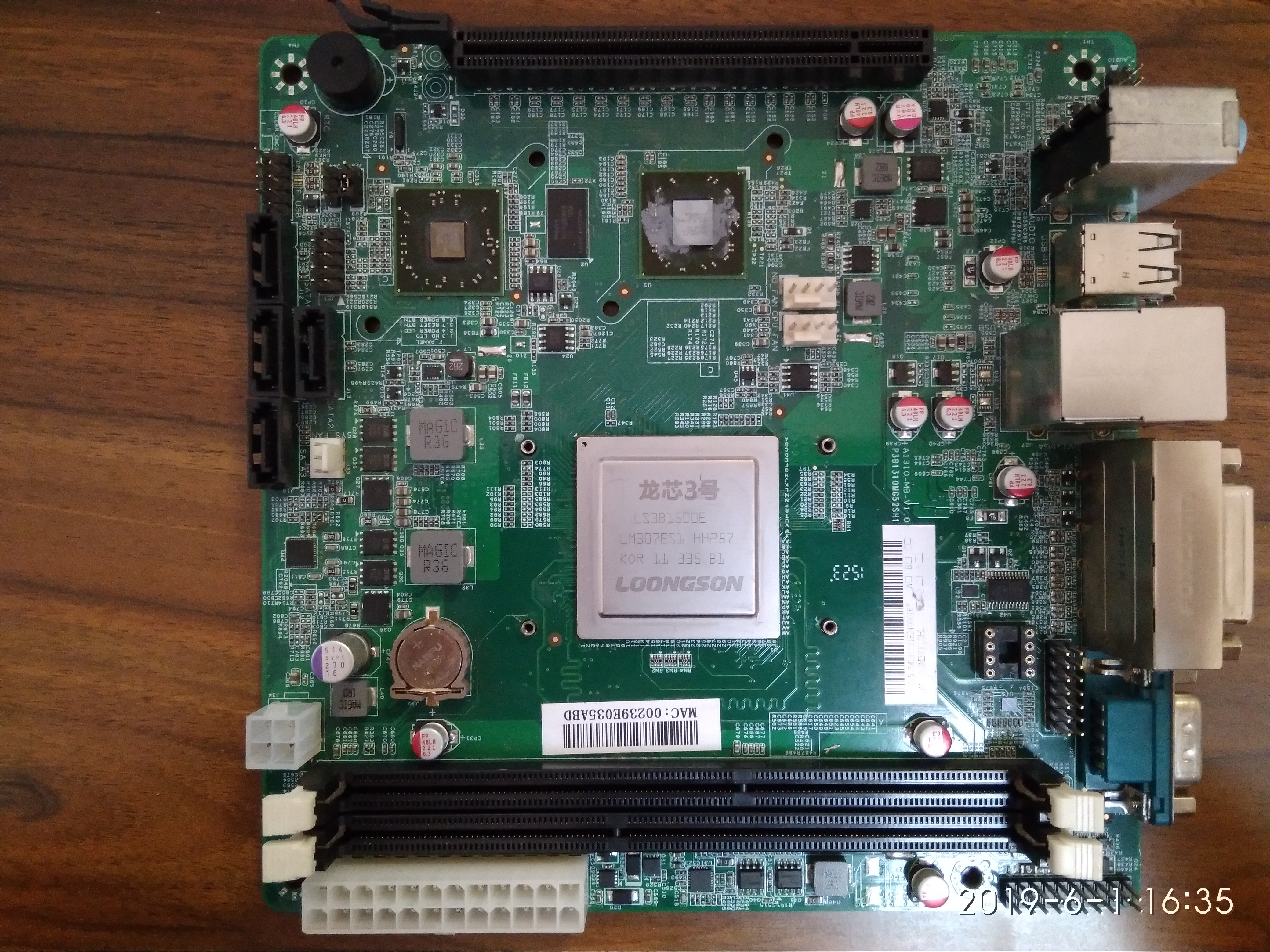
Loongson 3B1500E.

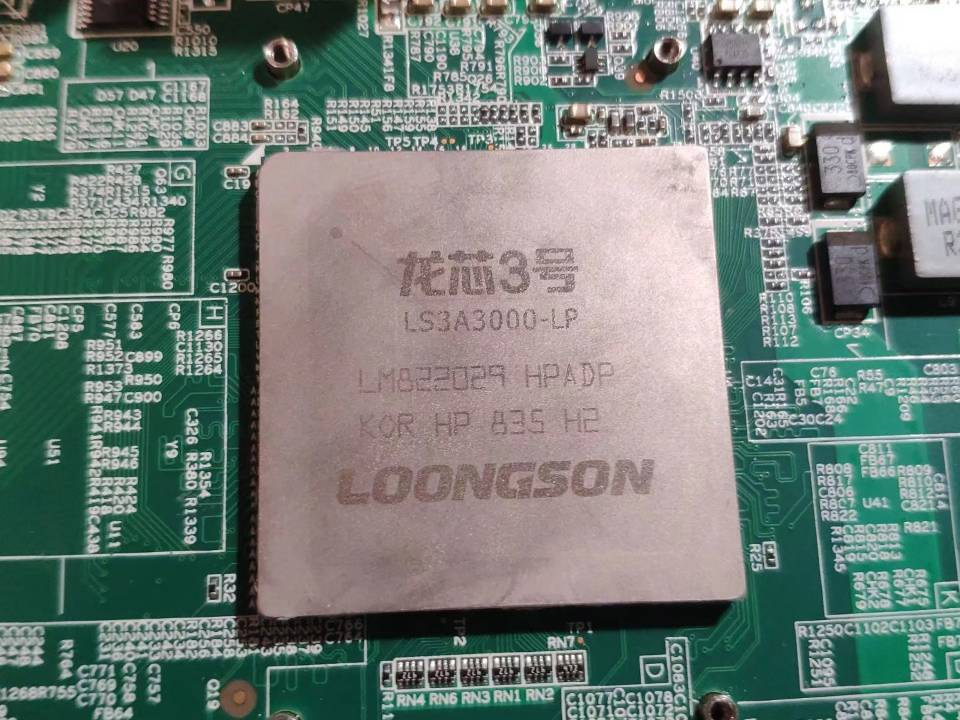
Loongson 3A3000.

Loongson Technology (кит. трад. 龍芯, упр. 龙芯, пиньинь Lóngxīn, палл. Лунсинь, драконовое ядро) — бесфабричной компания - разработчик процессоров общего назначения. Ранее разрабатывала линейку MIPS-совместимых процессоров. Ныне разрабатывает процессоры на собственной архитектуре Loongarch. Альтернативное название процессоров — Godson, происходит от технического наименования.
В ранних реализациях процессоров не хватало четырех инструкций, запатентованных MIPS Technologies (US4814976A, Unlighted Load Store), таким образом Китай пытался избежать юридических проблем.
Позже соглашение с американской MIPS Technologies было заключено Институтом компьютерных технологий Китайской академии наук. Европейская STMicroelectronics приобрела лицензию MIPS у американцев для Loongson, в результате чего процессоры могли позиционироваться как основанные на MIPS и MIPS-совместимые, а не просто MIPS-подобные.
В дальнейшем китайский институт купил лицензии на использование MIPS32 и MIPS64 напрямую у MIPS Technologies.
На базе процессоров Loongson планировалось собирать персональные компьютеры Longmeng и Sinomanic.

## История
Разработка процессоров Godson, основанных на архитектуре MIPS, была начата под руководством Ху Вэйу (Hu Weiwu) Институтом компьютерных технологий Китайской академии наук в 2001 году.
Целью проекта называли создание «высокопроизводительных микропроцессоров общего назначения», это была часть плана «Сделано в Китае», который должен был быть реализован к 2025 году. Разработку пытались финансово поддержать в 10-й и 11-й «пятилетках» Китая.
Исследования показали, что процессор Godson-2 (2005) являлся попыткой скопировать популярный американский процессор MIPS R10000 1995 года от компании MIPS Technologies, но производитель не имел лицензии на реализацию архитектуры MIPS.
В марте 2006 года на выставке Computex 2006 в Тайбэе было объявлено о работах по созданию на основе процессора Godson-2 прототипа персонального компьютера Longmeng («Сон дракона»). В сентябре 2006 года было объявлено о разработке версии Loongson-2E (Godson-2E), поддерживающей набор команд 64-битной MIPS III и работающей на частоте 1 ГГц. 
Директор Института компьютерных технологий Академии наук КНР Ли Гоцзе (李国杰) рассказывал журналистам, что скачок в возможностях между вариантами 1 и 2В процессора был двукратным, а между 2В, 2С и 2Е — трёхкратным. Он заявлял, что в среднем возможности их процессора удваиваются каждый год, то есть в 2 раза быстрее, чем по «Закону Мура», и что КНР сумеет «объединить серию небольших прорывов в один большой скачок».

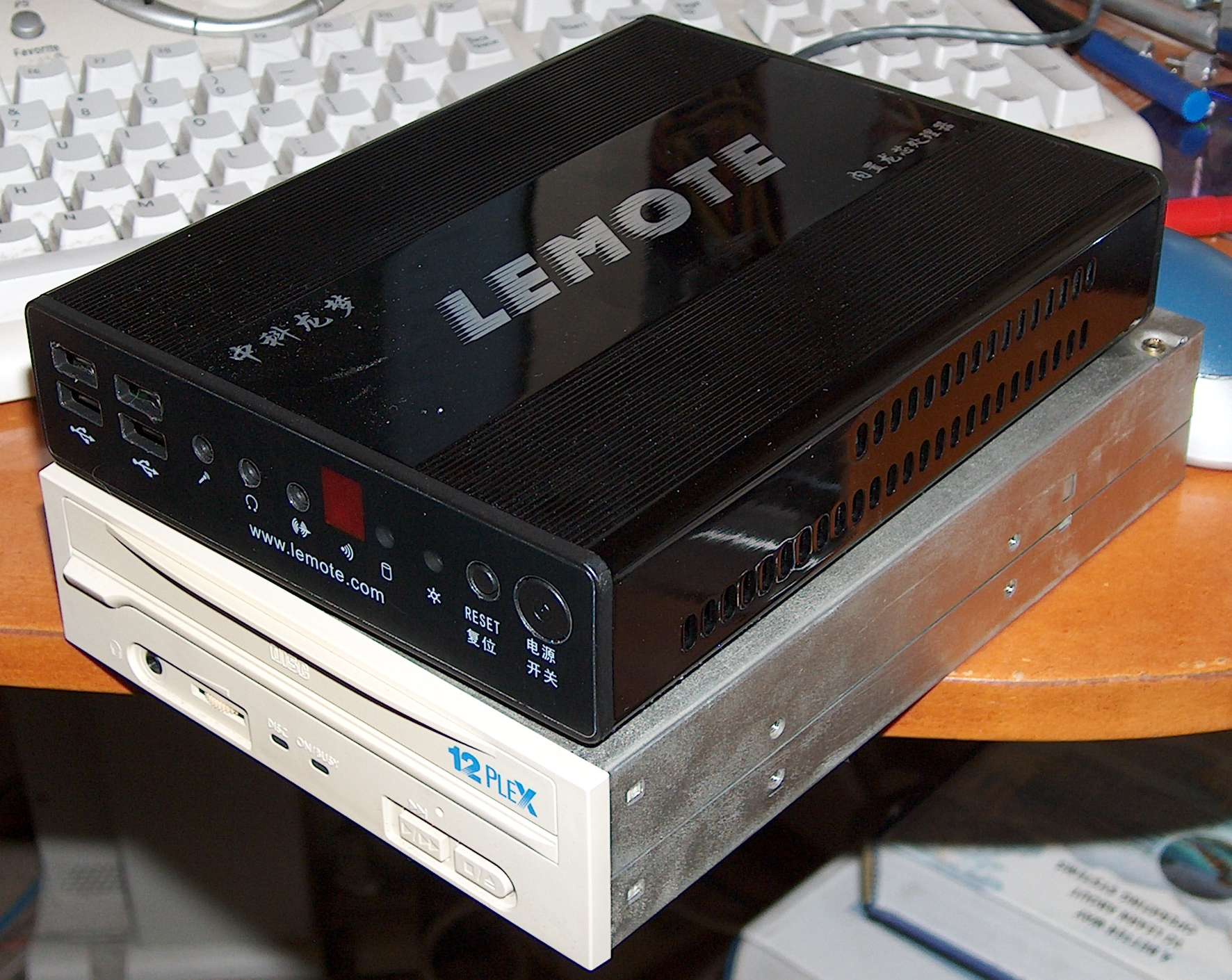
Компьютер Fulong MiniPC на основе процессора Loongson

В 2010 году компания была коммерциализирована как отдельная организация. Поскольку Loongson является бесфабричной, процессоры для неё изготавливает и продает европейская компания STMicroelectronics, она же первоначально и приобрела для Loongson лицензию у MIPS Technologies.
В 2022 году Китай ввёл запрет на поставки процессоров Loongson в Россию и другие страны 

## Особенности архитектуры

### Loongson I
Первое поколение, Loongson I, представляет собой процессор с 32-битной MIPS-архитектурой, работающий на частоте 266 МГц. Ориентирован на встраиваемые системы, например, такие как кассовые терминалы, где не требуется высокая производительность и 64-разрядность. Впервые увидел свет в 2002 году.

### Loongson II
Второе поколение, Loongson II — это семейство MIPS III совместимых 64-разрядных процессоров. Изначально работал на частоте 500 МГц. Версия процессора 2Е (2006) рассчитана на увеличенную тактовую частоту 1 ГГц. Версия процессора Godson-2F (2007) работает на частоте 1,2 ГГц.
26 декабря 2007 года Китай объявил о намерении построить суперкомпьютер на основе этих процессоров. Команда создателей под руководством академика Чэнь Голяна (陈国良), профессора Университета науки и техники Китая, планировала использовать 330 процессоров Godson-2F. Размеры суперкомпьютера должны были приблизительно соответствовать размерам бытового холодильника, стоимость не должна была превышать 800 000 юаней.
Поздние версии процессоров получили поддержку MIPS64 благодаря общему с Loongson 3 ядру GS464.

### Loongson III
Поколение Loongson III — это первые процессоры Loongson, имеющие несколько ядер.
Процессоры были изначально разработаны для использования LoongISA - т. е. MIPS64 ISA с дополнительными расширениями. Дизайнеры также попытались оптимизировать двоичную трансляцию кода архитектуры Intel x86.

### Расширения наборов инструкций
Архитектура MIPS64 Release 2 с расширенным набором инструкций была реализована в процессорах Loongson 3A2000 (2015 год) в рамках ядра GS464E.
- LoongEXT — расширения общего назначения
- LoongVZ — расширения виртуализации «VZ», представленные в MIPS64 Release 5
- LoongBT — вспомогательные инструкции, ускоряющие двоичную трансляцию x86 и ARM
- LoongSIMD — векторные расширения для 128-битных SIMD
- Архитектура MIPS SIMD (MSA), DSP и VZ модули из MIPS Release 5

### LoongArch
LoongArch была продемонстрирована в 2021 году с выходом Loongson 3 5000 серии. Разработчик из компании Loongson описывает её как RISC архитектуру «немного похожую на MIPS или RISC-V. Она включает в себя урезанную 32-битную (LA32R), стандартную 32-битную (LA32S) и 64-битную (LA64) версии».
LoongArch часто называют форком архитектуры MIPS64r6 из-за отсутствия изменений в списках инструкций.
Издание The Register в ноябре 2021 предположило, что компания Loongson взяла части архитектур MIPS и RISC-V, а также дополнительные инструкции, и смешала их в гибридную архитектуру для процессора 3A5000.

### Loongson IV
В конце 2023 года вышли процессоры Loongson 4 поколения. Обновление принесло удвоение максимального количества ядер, увеличение объёма кэш-памяти, существенное увеличение производительности.

### Loongson V
В 2024 году анонсирован выход процессоров Loongson 5 поколения, выпуск в 2025 году. Обновление принесёт удвоение максимального количества ядер, рост частот, увеличение производительности, переход на более современный техпроцесс 7 нанометров, возможно внедрение более современного типа памяти  DDR5.

### Loongson VI
В период с конца 2025 по 2026 планируется выпуск процессоров Loongson 8000 серии. Техпроцесс 5 нм (SMIC FinFET N+2), частота 2,8-4,2 Гигагерц, ~10.5 млрд транзисторов, размер кристалла ~200 мм² (15.2×13.1 мм, включая NPU), модернизированный кэш по объёму и скорости, энергопотребление от 35 до 600 ватт (для 3F9000 потребуется жидкостное охлаждение, поддержке DDR5-6400 памяти, так же планируется внедрение PCI-E 5.0 и AI-блок дающий дополнительные 15–240 TOPS в зависимости от модели.

### Loongson VII
В период с конца 2027 по 2030 планируется выпуск процессоров Loongson 9000 серии. Техпроцесс 3 нм (SMIC N+3), частота 2,8-5.0 Гигагерц, ~18 млрд транзисторов, размер кристалла ~240 мм²-900 мм² , модернизированный кэш по объёму и скорости, энергопотребление от 35 до 600 ватт, поддержка DDR5-8000 памяти (до 1 ТБ/с пропускной способности) и HBM(в серверной версии), так же планируется внедрение PCI-E 6.0 (256 линий конфигурация 8×32), CXL 3.0: Поддержка когерентной памяти до 4 ТБ. и AI-блок дающий дополнительные 400–6400 TOPS в зависимости от модели, возможна интеграция с квантовыми сопроцессорами. 
Возможные сферы использования: 
- Суперкомпьютеры: Проект "OceanLight 2.0" (Китай, цель — 1 ZettaFLOP).
- Военные ИИ: Обработка спутниковых данных в реальном времени.
- Квантовые гибриды: Интеграция с фотонными сопроцессорами.

## Спецификация процессоров
| Имя                             | Микроархитектура ядра                 | Частота [МГц] | Архитектура Версия         | Год       | Ядер  | Процесс [нм] | Транзисторов [млн.] | Размер кристалла [мм²] | Потребление [Вт] | Кэш L1I/L1D [КБ] | Кэш L2 [КБ] | Кэш L3 [MB] | Производительность                                       |
| ------------------------------- | ------------------------------------- | ------------- | -------------------------- | --------- | ----- | ------------ | ------------------- | ---------------------- | ---------------- | ---------------- | ----------- | ----------- | -------------------------------------------------------- |
| Godson-1                        | 1                                     | 200           | MIPS 32-bit                | 2002      | 1     | 180          | 4                   | 18,8                   | 1                | 8/8              | нет         | нет         | 19/25 [SPEC CPU2000]                                     |
| Godson-2                        | 2B                                    | 250           | MIPS-III 64-bit            | 2003      | 1     | 180          | 32                  | 32                     | 3                | 32/32            | нет         | нет         | 52/58 [SPEC CPU2000]                                     |
| Godson-2                        | 2C                                    | 450           | MIPS-III 64-bit            | 2004      | 1     | 180          | 13.5                | 41,54                  | 41.5             | 64/64            | нет         | нет         | 159/114 [SPEC CPU2000]                                   |
| Godson-2                        | STLS2E                                | 1000          | MIPS-III 64-bit            | 2006      | 1     | 90           | 47                  | 36                     | 7                | 64/64            | 512         | нет         | 503/503 [SPEC CPU2000]                                   |
| Godson-2                        | STLS2F                                | 1200          | MIPS-III 64-bit            | 2007      | 1     | 90           | 51                  | 43                     | 5                | 64/64            | 512         | нет         | 600/600 [SPEC CPU2000]                                   |
| Godson-2                        | L2G                                   | 1000          | MIPS64                     | 2010      | 1     | 65           | 51                  | 53,54                  | 4                | 64/64            | 1024        | нет         | 320/280 [SPEC CPU2000]                                   |
| Godson-3                        | STLS3                                 | 1000          | MIPS64                     | 2009      | 4     | 65           | 400+                | 173,8                  | 10               | 64/64            | 2048        | нет         | 1600/1200 [SPEC CPU2000]                                 |
| Loongson 3A1000                 | STLS3                                 | 1000          | MIPS64 (GS464)             | 2010      | 4     | 65           | 425                 | 173,8                  | 15               | 64/64            | 4096        | нет         | 16 GFLOPS пиковой производительности                     |
| Godson-3b                       | STLS3                                 | 1000          | MIPS64                     | 2011      | 8     | 65           | 600+                | 300                    | 40               | 64/64            | 2x2048      | нет         | 128 GFLOPS пиковой производительности                    |
| Loongson 3B1500                 | GS464E                                | 1200          | MIPS64 (GS464E)            | 2015      | 8     | 32           | 1140                | 182                    | 30/60            | 64/64            | 8x128       | 8           | 150 GFLOPS пиковой производительности                    |
| Loongson 3A2000                 | GS464E - gen 4                        | 800-1000      | MIPS64 (GS464E)            | 2014      | 4     | 40           | 500                 | 120                    | 15               | 64/64            | 4х256       | 4           | 16 GFLOPS пиковой производительности                     |
| Loongson 3B2000                 | GS464E                                | 800-1000      | MIPS64 (GS464E)            | 2014      | 4     | 40           | 550                 | 125                    | 15               | 64/64            | 4х256       | 4           | До 16 GFLOPS                                             |
| Loongson 3A3000(3B3000)         | GS464E+                               | 1350-1500     | MIPS64 (GS464E+)           | 2016      | 4     | 28           | ≈1200               | ≈150                   | 30(30)           | 64/64            | 4х256       | 8           | До 24 GFLOPS 11 int / 10 fp по тесту SPEC CPU2006        |
| Loongson 3A4000(3B4000)         | GS464V                                | 1500-2000     | MIPS64 (GS464V)            | 2019      | 4     | 28           | ≈1500               | ≈160                   | 30-50            | 64/64            | 4х256       | 8           | До 128 GFLOPS на частоте 2 ГГц ~20 очков по SPEC CPU2006 |
| Loongson 3A5000(3B5000)         | LA464 gen 1                           | 2000-2500     | loongarch64 (GS464V gen 1) | 2021      | 4-32  | 12           | ≈2200               | 142                    | 35-300           | 64/64            | 4x256       | 16          | До 160 GFLOPS на частоте 2.5 ГГц                         |
| Loongson 3C5000L (3C5000L-LL)   | LA464V optimized                      | 2000-2200     | loongarch64 (GS464V)       | 2021      | 16    | 12           | ≈4800               | 529                    | 130              | 64/64            | 16x256      | 32          | 560 GFLOPS                                               |
| Loongson 3A6000(3E6000)         | LA664 gen 2                           | 2000-2500     | loongarch664               | 2023      | 4-64  | 12           | ≈3500               | 116                    | 30-120           | 256/256          | 256k/1m     | 16          | 240 GFLOPS - 3,8 TFLOPS                                  |
| Loongson 3A7000(3E7000)         | LA764 gen 3                           | 2500-3500     | loongarch764               | 2025      | 4-128 | 7            | ≈8200               | 180                    | 40-300           | 128/512          | 1m/4m       | 32m         | 300 GFLOPS - 9,6 TFLOPS                                  |
| Loongson 3A8000(3E8000)         | LA864 gen 4 AI NPU                    | 2800-4000     | loongarch864 gen 4 AI NPU  | 2026      | 4-64  | 5            | ≈10500              | 200                    | 35-300           | 128/1m           | 1.5m/12m    | 64m         | 768 GFLOPS - 24,6 TFLOPS(+NPU процессор)                 |
| Loongson 3A9000, 3E9000, 3F9000 | LA964 ("Dragon Core v4") AI NPU gen 2 | 2800-5000     | LA964 ("Dragon Core v4")   | 2027-2030 | 4-128 | 3            | ≈18000              | 240                    | 50-600           | 256/2m           | 2m/12m      | 64m         | 4,8 TFLOPS - 76,8 TFLOPS(+NPU процессор gen 2)           |

## Операционные системы
Следует заметить, что Godson несовместим с набором команд x86, и использует модифицированный набор MIPS, с заменой некоторых команд на аналогичные, разработанные Институтом компьютерных технологий.
Для работы на этом процессоре были портированы Debian GNU/Linux, gNewSense, Gentoo Linux, Red Flag Linux, NetBSD, OpenBSD.
Велась работа по подготовке версии Slackware Linux; также в рамках проекта Google Summer of Code 2010 закончилась работа по портированию FreeBSD.
С некоторой информацией о практическом использованием можно ознакомиться в блогах «My CPU is Loongson» и «CinnamonPirate».
Операционные системы, спроектированные для работы только на архитектуре x86, на Godson работать не могут (десктопные операционные системы Microsoft, такие как MS-DOS или Microsoft Windows). Тем не менее, операционная система Windows CE, ориентированная на компактные и встраиваемые устройства, была портирована на процессор.